# Entandrophragma cylindricum
Entandrophragma cylindricum är en tvåhjärtbladig växtart som först beskrevs av Thomas Archibald Sprague, och fick sitt nu gällande namn av Thomas Archibald Sprague. Entandrophragma cylindricum ingår i släktet Entandrophragma och familjen Meliaceae. Inga underarter finns listade i Catalogue of Life.